# 蒙蒂福莫苏
蒙蒂福莫苏是巴西米纳斯吉拉斯州的一个市镇。总面积383.821平方公里，总人口4709人，人口密度12.3人/平方公里。